# Maria zum rauhen Wind

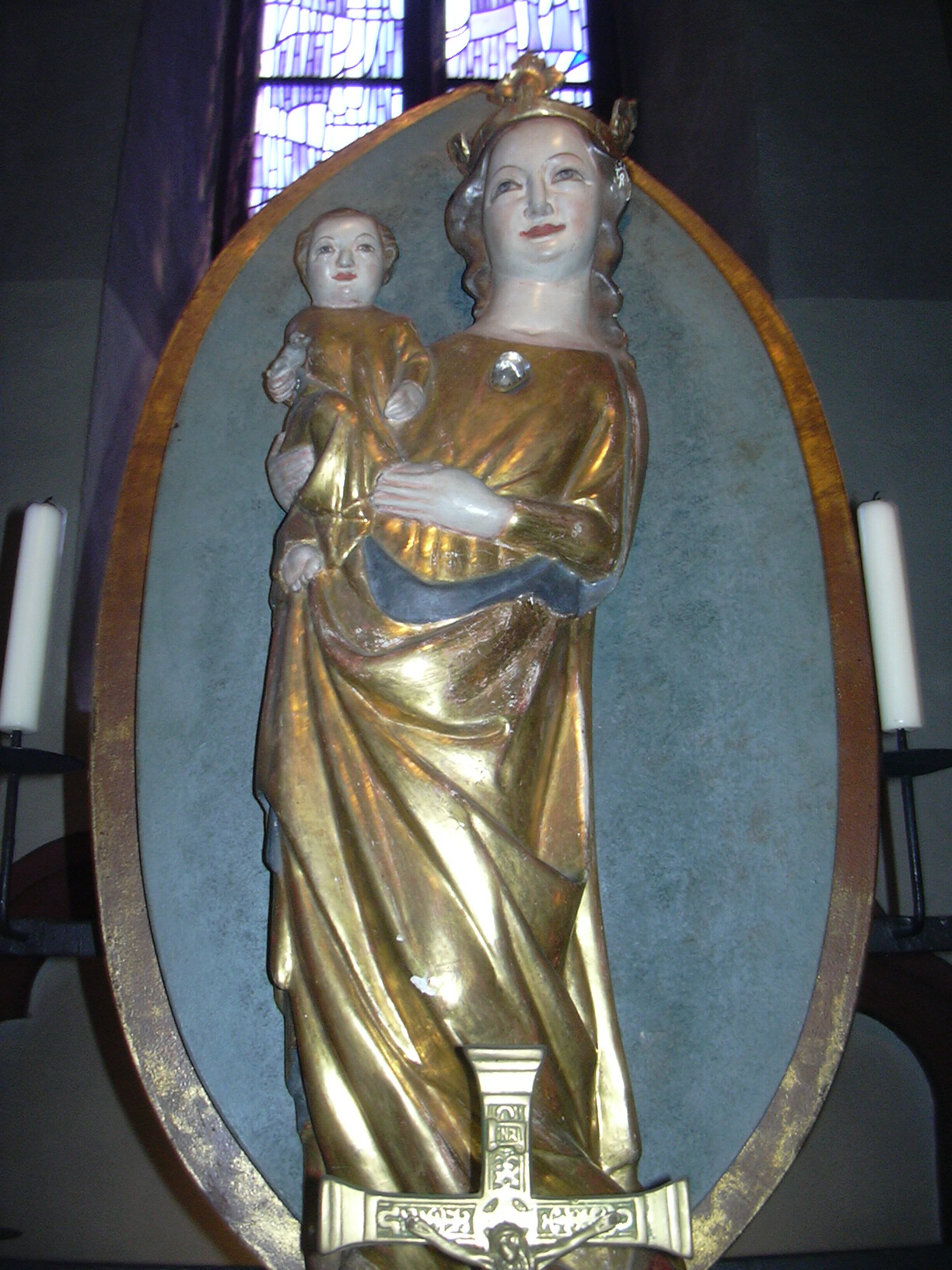
Gnadenbild von 1380

Bei der Marienstatue Maria zum rauhen Wind handelt es sich um eine ca. 50 cm große, aus Holz geschnitzte Figur der Maria in der Wallfahrtskirche in Kälberau; auch die Kirche selbst, die das Gnadenbild birgt, wird so genannt.

## Gnadenbild
Die Entstehung des Gnadenbildes wird auf das Jahr 1380 datiert; trotz der starken Restaurierung ist der gotische Stil insbesondere an Komposition und Faltenwurf noch deutlich zu erkennen. Es handelt sich um eine der ältesten Marienplastiken der Untermainregion.
Anfangs stand die Marienstatue in einem Barockaltar im nördlichen Seitenschiff der und wurde 1773 in eine Nische der Choraußenwand gebracht. 1774 wurde die Statue vom zuständigen Pfarrer Krick aus Angst vor Diebstahl dann wieder in das Innere der Kirche verbracht. Der ursprüngliche Altar wurde entfernt, als das nördliche Seitenschiff im Zuge eines Um- und Erweiterungsbaus der Wallfahrtskirche durch den Würzburger Dombaumeister Hans Schädel in den Jahren 1955–1957 abgerissen wurde.
Das Gnadenbild schwebt heute über einer einfachen Steinmensa inmitten einer Kerzenständeranlage in einer Mandorla. Damit ist sie aus ihrem ursprünglichen Zusammenhang gerissen; Hans Schädel, der für die Neugestaltung des Standorts verantwortlich ist, hat dennoch eine harmonische Wirkung innerhalb des gotischen Kirchenraums angestrebt.

## Wallfahrtskirche

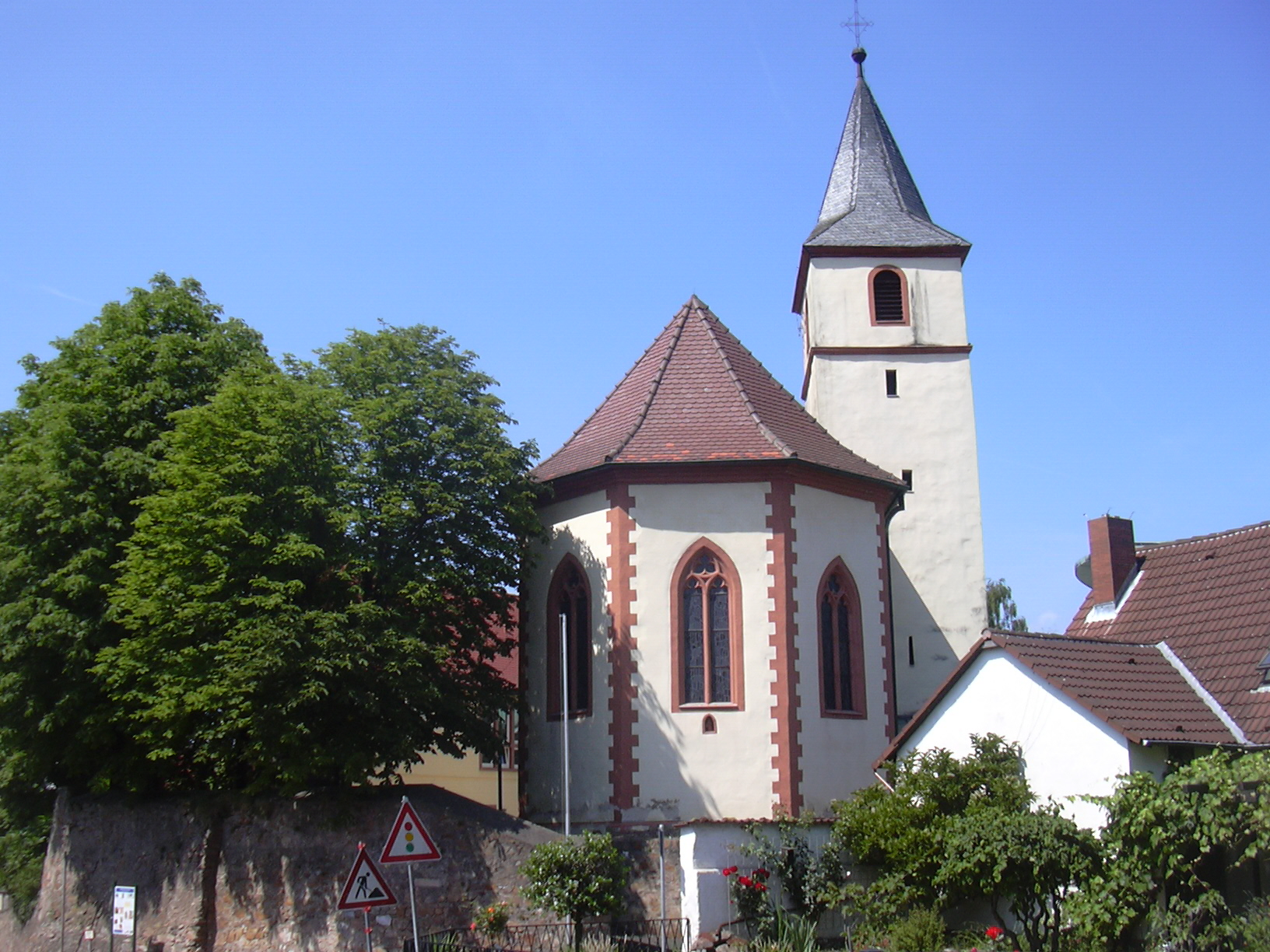
Wallfahrtskirche Kälberau

Eine Kapelle in Kälberau wurde im Jahre 1372 erstmals erwähnt; seit 1603 die „Kirchenburg mit festem Ringgemäuer“ als Wallfahrtskirche bezeichnet. Die Wehrhaftigkeit der ursprünglichen Anlage ist am heutigen Bau, von einem kleinen ummauerten Kirchhof mit großen Kastanienbäumen umgeben, noch deutlich zu erkennen.
Mitte der 1950er-Jahre war die Kapelle für den wachsenden Pilgerstrom der Kriegsheimkehrer nach dem Zweiten Weltkrieg zu klein geworden. Ein Vier-Konchen-Anbau von Hans Schädel aus Stahlbeton und Glas wurde am 6. Oktober 1957 geweiht. Er ist durch einen Verbindungsgang mit der alten Kapelle verbunden, die Schädel mit Ausnahme des nördlichen Seitenschiffs stehen ließ. Insoweit ist die ursprünglich zweischiffige Kapelle heute nur noch einschiffig.
Die Baugeschichte und ihr Ergebnis – eine Symbiose von gotischer Ursprungskapelle und Schädel-Anbau – weist Parallelen zur Wallfahrtskirche Hessenthal auf.

### Die ursprüngliche Kapelle

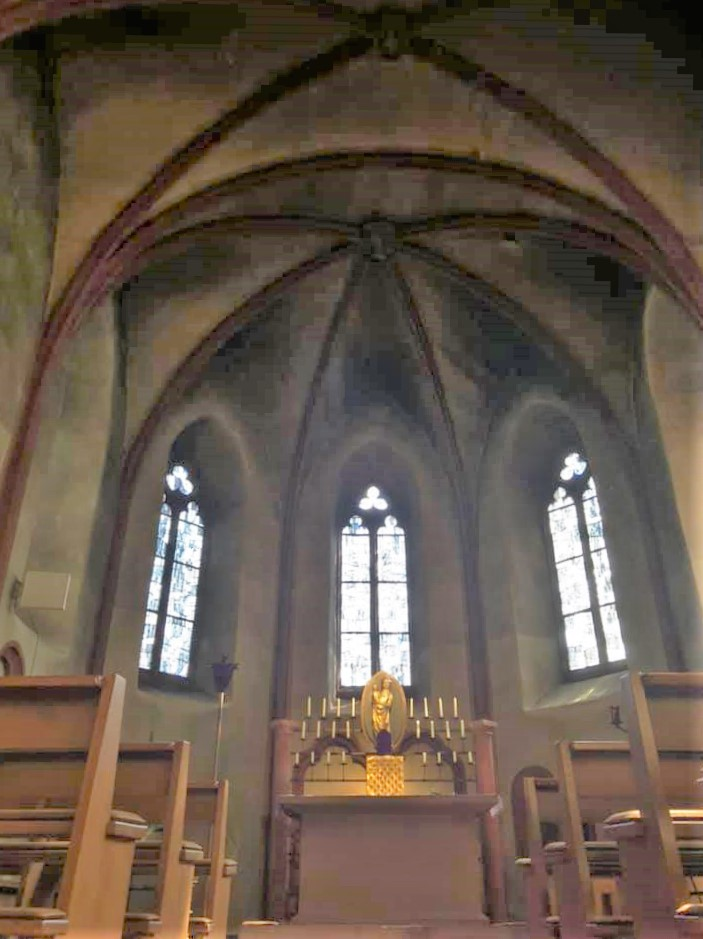
Altar des alten Kirchenschiffes und Gnadenbild

Das zirka 10 Meter lange gotische Kirchenschiff ist flach gedeckt, während der erhöhte Chor mit 3/8 Abschluss noch die ursprünglichen Rippengewölbe mit drei figürlichen Schlusssteinen aufweist.
Mit seiner Neugestaltung des Innenraums rund um das Gnadenbild hat Hans Schädel eine geschlossene Wirkung innerhalb der gotischen Architektur angestrebt. Dazu gehören auch die farbigen Glasscheiben, eingesetzt durch Curd Lessig (Würzburg) in den spitzbogigen Lanzettfenstern mit Dreipass-Maßwerk.
Letztmals für den Anfang des 20. Jahrhunderts ist eine um 1400 geschnitzte Thronende Muttergottes mit Jesuskind im „Kunstführer des Königreichs Bayern“ (1916) dokumentiert. Die damals schon stark beschädigte Skulptur ist verschollen und wurde 1995 durch eine Nachbildung ersetzt. An den Seitenwänden stehen auf Konsolen eine Reihe von Heiligenstatuen aus dem 19. Jahrhundert unterschiedlicher künstlerischer Qualität, beispielsweise Antonius von Padua, Rochus von Montpellier, Wendelinus, Josef sowie Marias Eltern Anna und Joachim.

### Hans Schädels Anbau

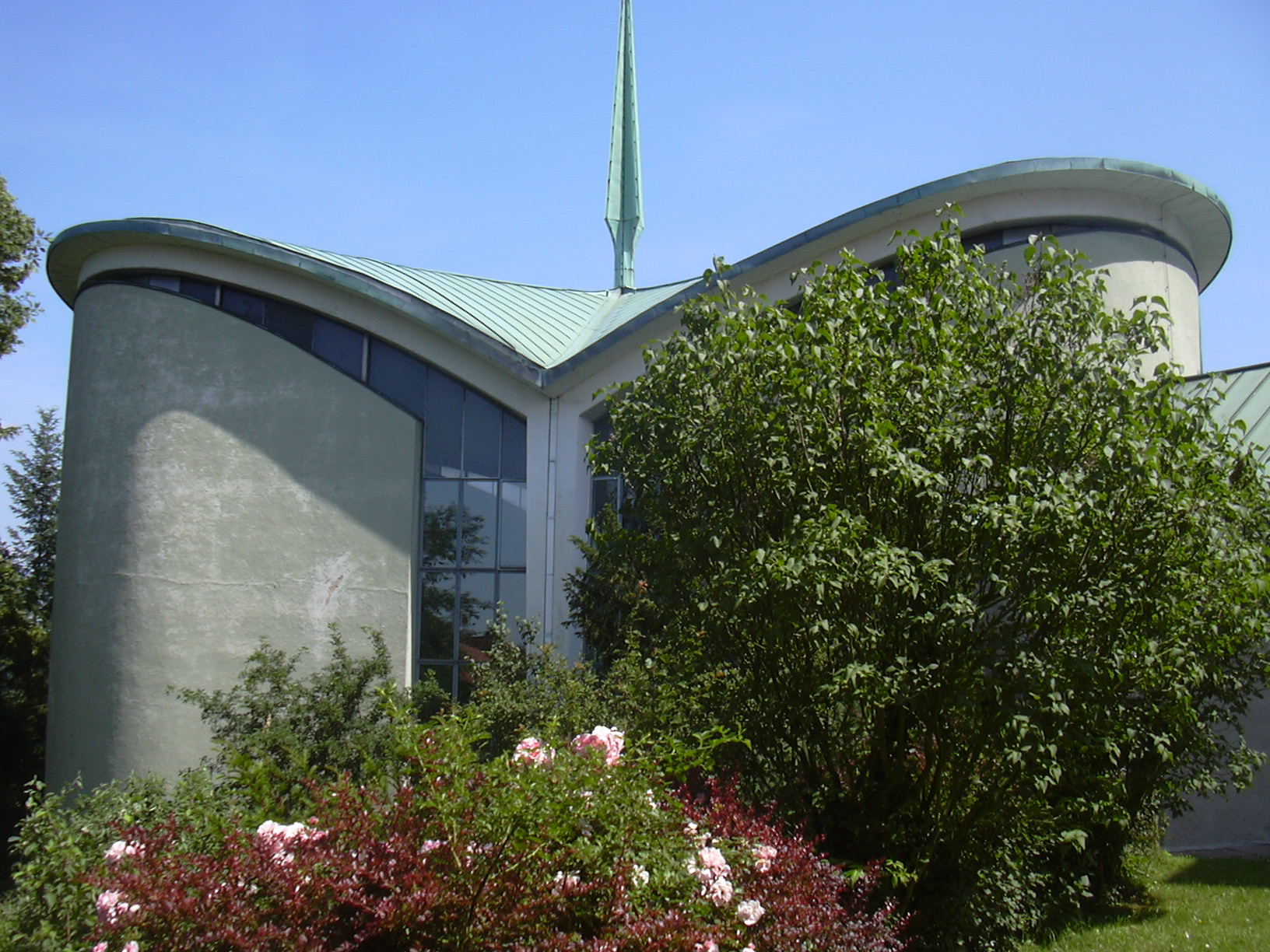
Anbau von Hans Schädel (1955–57)

Der Innenraum ist, bedingt durch die breiten Glasbänder zwischen den Betonschalen, auffallend hell. Darüber wölbt sich die Decke wie ein Baldachin aus Spannbeton, von dem Glas-Leuchtpendel an langen Schnüren hinabhängen. Diese Lichtarchitektur – an trüben Tagen oder in der Dämmerung eine kreative Kombination von natürlichem und artifiziellem Licht ermöglichend – ist charakteristisch für Kirchenräume der 1950er-Jahre, wie sich auch an Bauten von Dominikus Böhm und seines Sohnes Gottfried illustrieren lässt.
Das zentrale Ausstattungsstück – eine gotische Madonna mit der Traube (um 1450) – steht, aufgestellt auf einem trapezförmigen Steinaltar von 1966, in einem außergewöhnlichen Kontrast zu diesem Kirchenraum.

### Orgeln

#### Kemper-Orgel

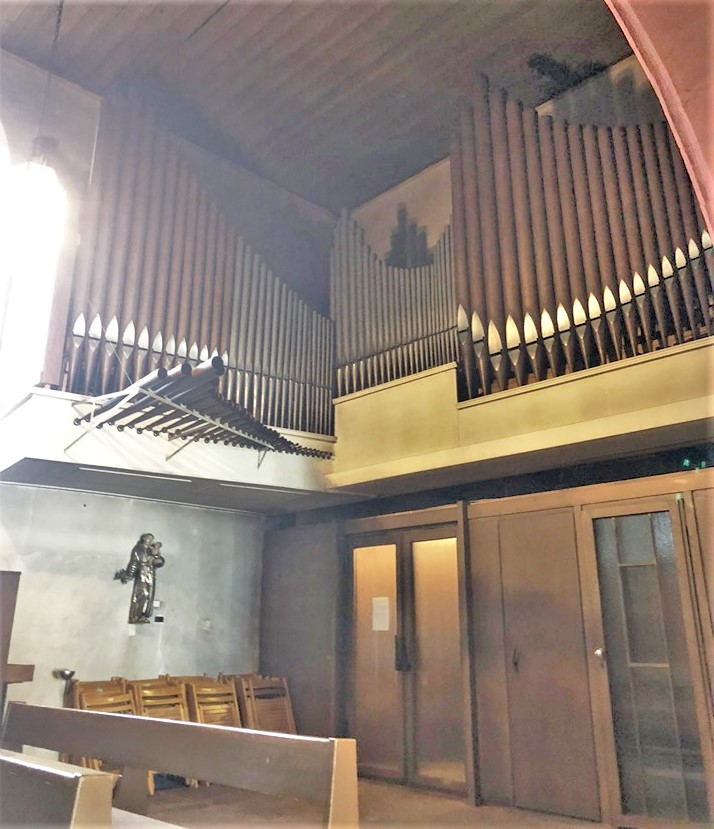
Kemper-Orgel im alten Kirchenteil

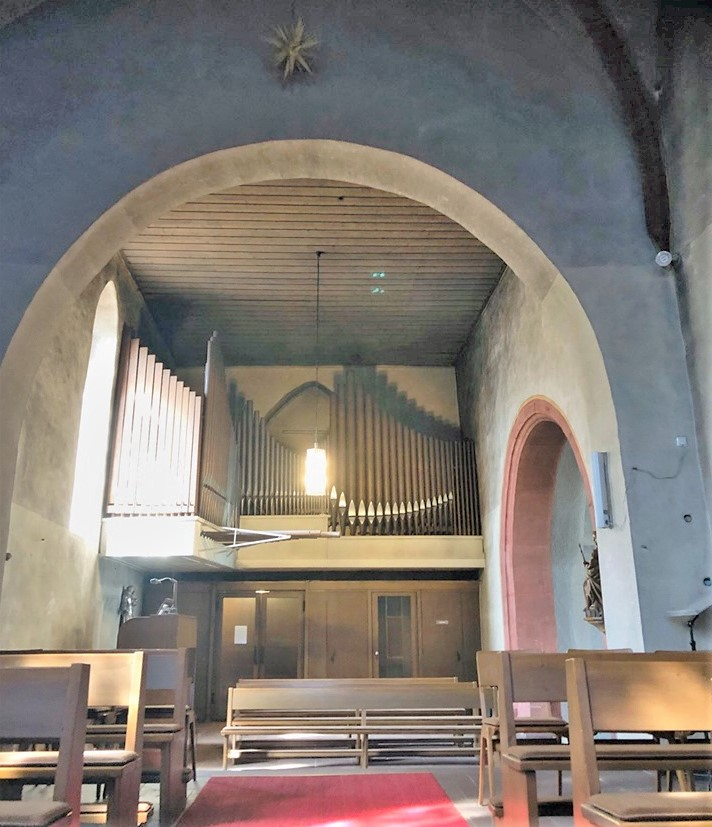
Rechts im Bild: Der Durchgang zum neuen Teil der Kirche

Im alten Kirchenschiff befindet sich ein Instrument der Firma Emanuel Kemper & Sohn aus Lübeck und wurde um ca. 1958 über Eck an der Rückwand des Kirchenschiffs installiert. Diese Aufstellung wurde offensichtlich gewählt damit die Orgel aus ihrer Position heraus sowohl den alten, als auch den neuen Kirchenraum beschallen sollte. Dies hat aufgrund des engen und langen Durchganges zwischen den beiden Kirchenteilen offenbar nur sehr schwierig ausreichend gut funktioniert. Aus diesem Grund wurde zur Begleitung der Gottesdienste im neuen Kirchenteil 2011 die unten beschriebene Ott-Orgel angeschafft. Seitdem wird die Kemper-Orgel eher nur noch sporadisch genutzt, vor allem zur Begleitung von Gottesdiensten und Andachten im alten Kirchenschiff.
Das Instrument besitzt zudem die Kemper-typischen Pitman-Laden und elektropneumatische Spiel- und Registertrakturen. Der Spieltisch ist zudem ebenerdig mit Blick zum Altar des neuen Anbaus aufgestellt. Die Disposition der Kemper-Orgel ist wie folgt:
| I Hauptwerk C–g3 |                    |       |
| 1.               | Dulzgedackt        | 16′   |
| 2.               | Prinzipal          | 8′    |
| 3.               | Gemshorn           | 8     |
| 4.               | Oktave             | 4′    |
| 5.               | Nachthorn          | 4′    |
| 6.               | Quinte             | 2 ⁄3′ |
| 7.               | Sifflöte           | 2′    |
| 8.               | Mixtur V-VI        |       |
| 9.               | Spanische Trompete |       |

| II Positiv C–g3 |                 |       |
| 10.             | Grobgedackt     | 8′    |
| 11.             | Quintade        | 8′    |
| 12.             | Rohrflöte       | 4′    |
| 13.             | Prinzipal       | 2′    |
| 14.             | Quinte          | 1 ⁄3′ |
| 15.             | Sesquialtera II |       |
| 16.             | Scharff IV      |       |

| Pedal C–f1 |               |     |
| 17.        | Untersatz     | 16′ |
| 18.        | Prinzipalbass | 8′  |
| 19.        | Choralbass    | 4′  |
| 20.        | Nachthorn     | 2′  |
| 21.        | Basszink III  |     |

- Koppeln: II/I, I/P, II/P
- Spielhilfen: 2 freie Kombinationen, Tutti

#### Ott-Orgel

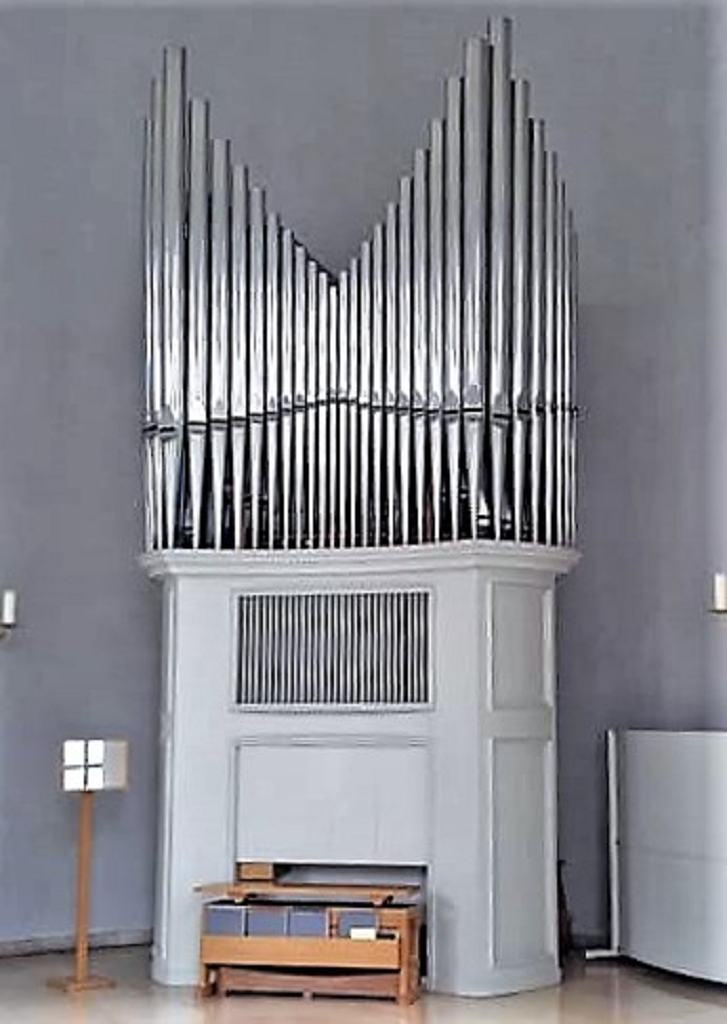
Ott-Orgel

Die heute hauptsächlich genutzte Orgel befindet sich im neuen Teil der Kirche unmittelbar hinter dem Altar und wurde 1960 von dem Orgelbauer Paul Ott (Göttingen) erbaut. Sie stand bis 2011 in der Bonner Schlosskirche. Das Schleifladen-Instrument hat 23 Register auf zwei Manualen und Pedal. Die Spiel- und Registertrakturen sind mechanisch. Die Disposition ist besonders im Hauptwerk stark süddeutsch-italienisch barock geprägt. Das ist daran erkennbar, dass die hohen Aliquotregister auf einzelne Registerzüge aufgeteilt sind und nicht wie sonst üblich als Mixtur zusammengefasst wurden, sowie am Fehlen einer Zungenstimme. Der helle und glitzernde Klang eignet sich bestens für die Darstellung von Barockmusik. Der Klang ist weder schrill noch aufdringlich, das ist ungewöhnlich für die Erbauungszeit und den Orgelbauer. Das schwellbare Brustwerk zeigt dagegen den Einfluss der Orgelbewegung, es hat den typischen norddeutschen Aufbau mit Flötenplenum, Scharff und Regal als einziger Zungenstimme der Orgel. Auch diese Register sind, für die Orgelbewegung untypisch, weder zu obertönig, noch penetrant schreiend intoniert. Das Brustwerk ist zwar klein dimensioniert, doch bietet es eine große Bandbreite an Stimmen speziell für die norddeutsche Barockmusik. Somit ist die Orgel sowohl für die Liturgie, als auch für Konzerte bestens geeignet.
Diese finden regelmäßig mit abwechslungsreichem Programm und namhaften Organisten aus ganz Deutschland statt, außerdem sind Orgelvespern fester Bestandteil der Wallfahrtstage.
| I Hauptwerk C–g3 |                 |        |
| 1.               | Gedackt         | 16′    |
| 2.               | Prinzipal       | 8′     |
| 3.               | Holzflöte       | 8      |
| 4.               | Schwebung       | 8′     |
| 5.               | Oktave          | 4′     |
| 6.               | Spillflöte      | 4′     |
| 7.               | Nasat           | 2 ⁄3′  |
| 8.               | Oktave          | 2′     |
| 9.               | Prinzipalquinte | 1 ⁄3′  |
| 10.              | Sedezime        | 1′     |
| 11.              | Zimbel          | 1-fach |

| II Schwell-Brustwerk C–g3 |             |        |
| 12.                       | Gedackt     | 8′     |
| 13.                       | Rohrflöte   | 4′     |
| 14.                       | Waldflöte   | 2′     |
| 15.                       | Terz        | 1 3⁄5′ |
| 16.                       | Spitzquinte | 1 ⁄3′  |
| 17.                       | Scharff     | 2-fach |
| 18.                       | Regal       | 8′     |
|                           | Tremulant   |        |

| Pedal C–f1 |             |     |
| 19.        | Subbass     | 16′ |
| 20.        | Oktave      | 8′  |
| 21.        | Gedackt     | 8′  |
| 22.        | Quintade    | 4′  |
| 23.        | Bauernflöte | 2′  |

- Koppeln: II/I, I/P, II/P

## Pallottinerkloster
1955 wurde Kälberau, das kirchlich vorher zu Alzenau gehörte, eine eigene Pfarrei. Mit der Organisation der Wallfahrten, Seelsorge und Religionsunterricht wurden Pallottiner betraut, die schon seit Beginn des 20. Jahrhunderts auf dem Reuschberg bei Kleinkahl ansässig waren. Sie wurden in dem Gutshof neben der Kirche untergebracht. Im November 2018 haben sich die letzten Pallottiner verabschiedet. Seitdem wird der Wallfahrtsort durch das Pastoralteam des Stadtgebietes von Alzenau mit betreut.
Dennoch ist Kälberau auch im 21. Jahrhundert noch ein wichtiger Wallfahrtsort. Jährlich finden zwei Krankenwallfahrten zu Pfingsten und Mariä Heimsuchung sowie eine Wallfahrt zum Patronatsfest Mariä Geburt mit mehreren Tausend Teilnehmern statt. Einkehrtage und Jugendgottesdienste runden dieses Programm ab.

## Wallfahrtsweg

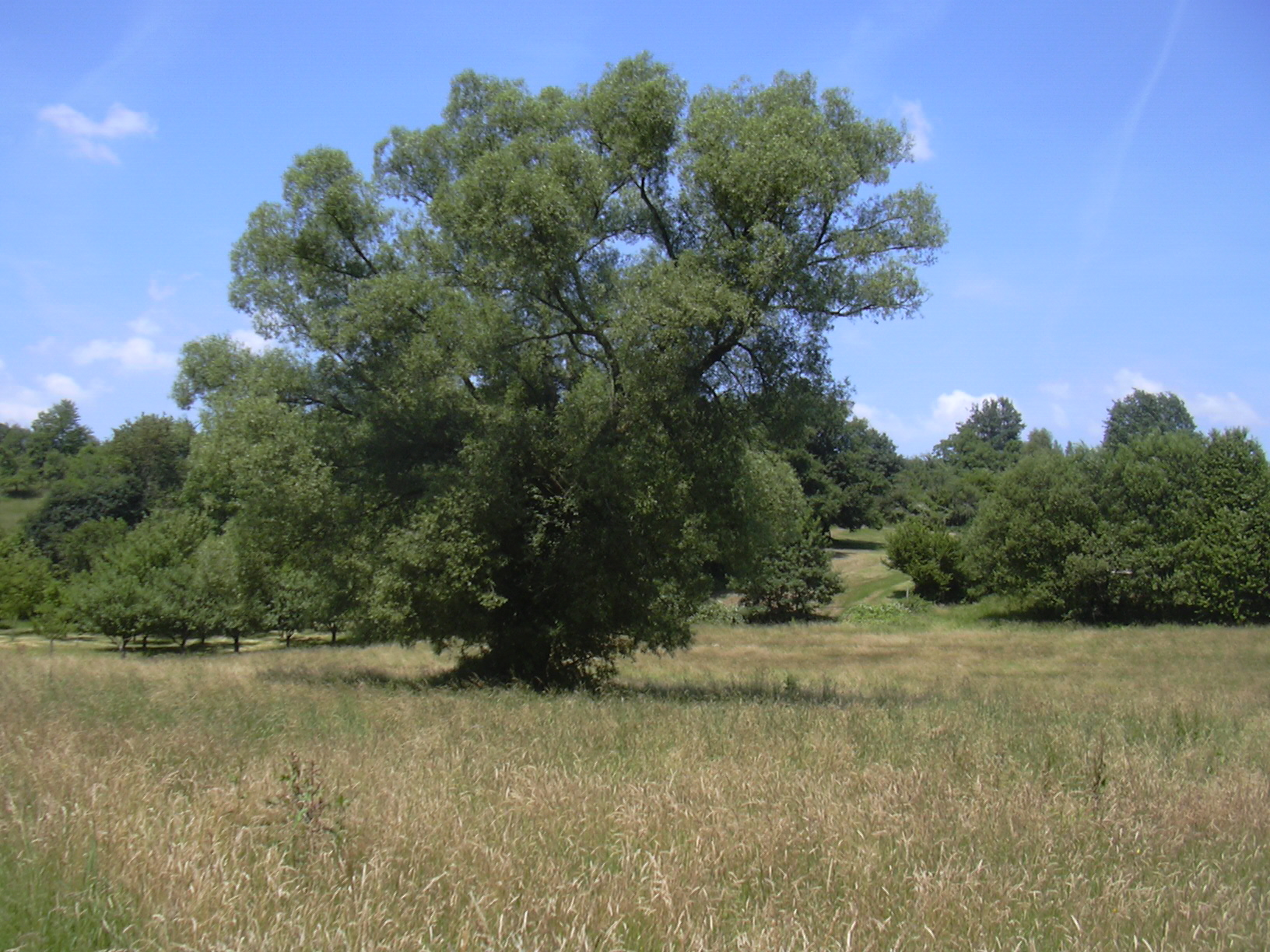
Landschaft mit Silberweiden am Wallfahrtsweg im Kahlgrund

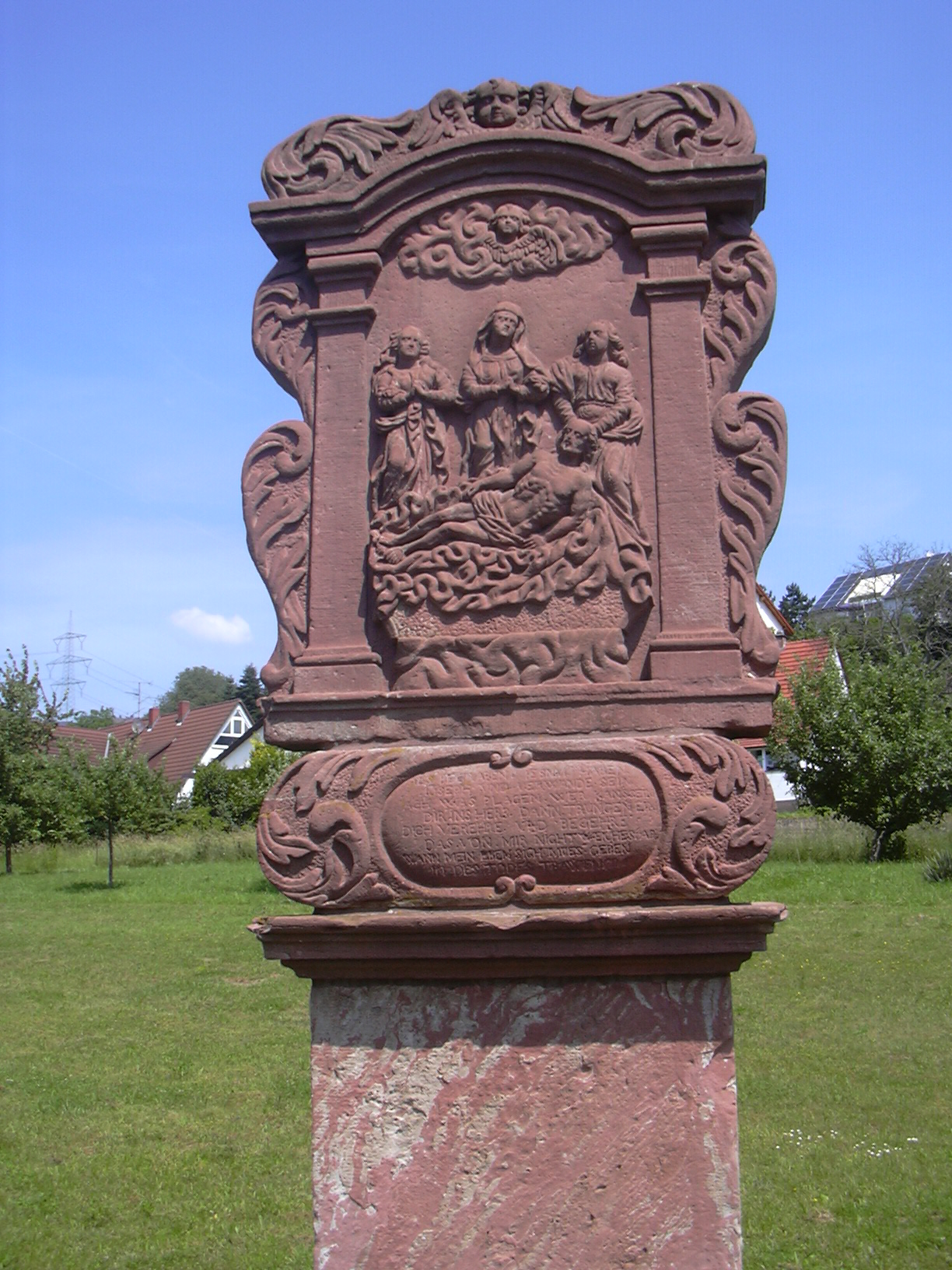
Bildstock „Grablegung Christi“

1710 entstand zusätzlich zur Wallfahrtskirche ein Wallfahrtsweg zwischen Alzenau und Kälberau mit sieben Bildstöcken zum Gedächtnis der sieben Schmerzen Mariens:
- Darbringung im Tempel (Weissagung Simeons)
- Flucht nach Ägypten
- Verlust des 12-jährigen Jesus im Tempel
- Passion: Jesus begegnet am Kreuzweg seiner Mutter Maria (4. Kreuzweg-Station)
- Kreuzabnahme
- Beweinung (Pietà)
- Grablegung

Der 2 km lange Fahrrad- und Wanderweg ist heute Teil des Europäischen Kulturweges Alzenau 2. Die Bildstöcke sind im 20. Jahrhundert erneuert worden.
Der Weg verläuft von der Burg Alzenau durch den unteren Kahlgrund mit großen Silberweiden inmitten einer Feld- und Wiesenlandschaft, zunächst entlang der Kahl und Kahlgrundbahn, dann entlang eines einmündenden Nebenbachs zum Ortsrand von Kälberau und über wenige Straßenzüge weiter zur Wallfahrtskirche. Schulklassen aus Kälberau haben in den Jahren 2002 bis 2006 junge Bäume auf der Strecke gepflanzt (Feldahorn, Schwarzerle, Eberesche, Schwarz-Pappel). Des Weiteren ist der Wallfahrtsweg Teil des Alzenauer Planetenweges, welcher vom Alzenauer Burgparkplatz bis zum Bahnhof Michelbach verläuft. Der Planetenweg wurde von der Astronomie-Arbeitsgruppe des Spessart-Gymnasiums Alzenau gestaltet und von der Stadt Alzenau finanziell unterstützt.